# 伊烏拉島
伊烏拉島（希臘語：Γιούρα）是希臘的島嶼，位於阿洛尼索斯島東北13公里的愛琴海，由色薩利大區負責管轄，屬於北斯波拉泽斯群岛的一部分，長8公里、寬2公里，面積11.052平方公里，最高點海拔高度570米，島上無人居住。

## 外部連結
- Gioura on GTP Travel Pages （英文） （希腊文）